# (10) Higiea
(10) Higiea és el quart major asteroide del cinturó d'asteroides, amb un diàmetre de 407 km. La seva superfície de color fosc fa que se'l vegi més tènue del que correspondria a la seva grandària.
Està compost d'un material carbonatat primitiu similar al dels meteorits condrites.
És el major membre de la família Higiea.
Va ser descobert per l'astrònom italià Annibale de Gasparis el 12 d'abril de 1849 des de Nàpols. Va ser el seu primer asteroide descobert. M. Capocci, director de l'Observatori Astronòmic de Caponimonte de Nàpols, va anomenar a aquest asteroide Higiea per la deessa grega de la salut, filla d'Esculapi.
El telescopi espacial Hubble va ser capaç de determinar que tenia forma esfèrica.
Fins ara s'han observat 5 ocultacions estel·lars per Higiea.